# Luise von Milbacher
Luise von Milbacher (* 26. November 1842 in Böhmisch Brod als Aloysia Gassner; † 28. Februar 1909 in Lovran) war eine österreichische Malerin, die in Wien lebte.

## Leben
Luise von Milbacher war eine Tochter des Ingenieurs und Entomologen Ignaz Gassner († 1890) und mit dem Major Carl Ritter von Milbacher († 1898) verheiratet.
Sie widmete sich zunächst der Musik, musste diese aber aufgrund einer Nervenkrankheit aufgeben. Stattdessen wandte sie sich der bildenden Kunst zu. Ihre erste Ausbildung erhielt sie zunächst ab 1876 drei Jahre lang an Franz Pönningers Zeichenschule für Frauen und Mädchen in Wien. Danach studierte sie sechs Jahre Historien- und Porträtmalerei im Atelier des Malers August Eisenmenger. Parallel dazu erhielt sie Unterricht im Blumenmalen von seiner Ehefrau Caroline Pönninger (1845–1920).
Milbacher malte Porträts, Genrebilder, Stillleben und Tierstücke. 1885 debütierte sie auf der Ausstellung im Wiener Künstlerhaus mit zwei Porträts, von denen eines ihren Vater darstellte. Daraufhin erhielt sie weitere Aufträge, unter anderem von dem mit ihr bekannten Ehepaar Marie und Moritz von Ebner-Eschenbach, für das sie letzteren porträtierte. 1886 gewann sie bei einem Wettbewerb des Vereins der Berliner Künstlerinnen den ersten Preis für ein Stillleben mit antiken Gefäßen vor einem Orangenbäumchen. 1886, 1889 und 1891 beschickte sie die Jahresausstellungen der Genossenschaft der bildenden Künstler Wiens. Auf der World’s Columbian Exposition 1893 präsentierte sie einen Studienkopf (skizzenhaftes Porträt). 1903 nahm sie an der vierten Jahresausstellung des Vereins der bildenden Künstler Steiermarks in Graz teil.
Von 1885 bis zu ihrem Tod 1908 war Milbacher ordentliches Mitglied des Vereins der Schriftstellerinnen und Künstlerinnen Wien.

## Werke (Auswahl)

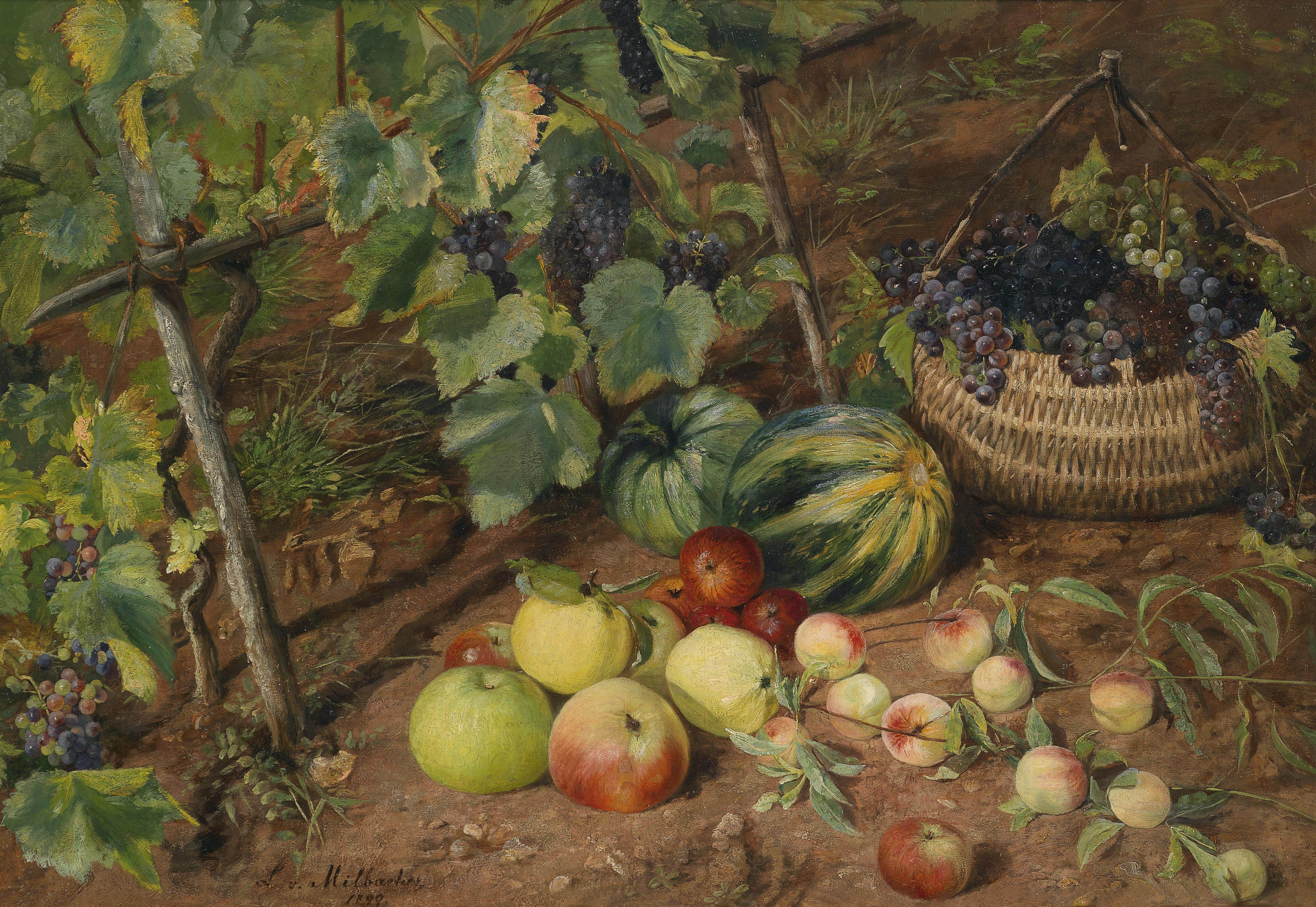
Herbstliches Stillleben im Weingarten (1899)

- Feldblumen, ausgestellt 1886 Künstlerhaus Salzburg[9]
- Stillleben mit antiken Gefäßen vor einem Orangenbäumchen, 1886 1. Preis Verein der Berliner Künstlerinnen
- Die überraschte Kirchengängerin, 1884, Öl auf Leinwand, 74 × 58 cm, signiert und datiert „L. Milbacher 1884“[10]
- Herbstliches Stillleben im Weingarten, 1899, Öl auf Leinwand, 66 × 94 cm, signiert und datiert „L. v. Milbacher 1899“
- Porträt Moritz von Ebner-Eschenbach, ausgestellt 1886 Jahres-Ausstellung Wien
- Porträt Ignaz Gassner, ausgestellt 1885 Wiener Künstlerhaus
- Porträt Feldmarschall-Leutnant Franz Christl, ausgestellt 1885 Wiener Künstlerhaus
- Porträt Gräfin Dessessý, 1890
- Porträt General von Neuwirth, bis 1895
- Porträt braunschweigischer Gesandter Baron Thienen
- Altarbild Die heilige Familie, Hauskapelle des Wiener Instituts Liste, 1888
- Altarbild (schwebender Engel) für die Haus-Kapelle der Gräfin Dessessý, 1890